# Preston (Connecticut)
Preston è un comune di 4.867 abitanti degli Stati Uniti d'America, situato nella Contea di New London nello Stato del Connecticut.